# البنك الآسيوي للاستثمار في البنية التحتية
البنك الآسيوي للاستثمار في البنية التحتية (أيه.آي.آي. بي) بنك دولي تأسس عام 2014 وقامت الصين بانشائه برأس مال 50 مليار دولار أمريكي ويضم أكثر من 35 دولة مساهمة ليس من بينها الولايات المتحدة التي تخشى أن ينافس البنك الدولي وصندوق النقد الدولي وبنك التنمية الآسيوي. يقع مقر البنك في بكين. انضمت روسيا بصفة عضو مؤسس في البنك في 14 أبريل 2015.